# Pas de salades
Pas de Salades est le 14e tome de la série de bande dessinée Cubitus, créée par Dupa. Paru en juillet 1986, cet album contient 48 pages, illustrant une histoire complète.

## Synopsis
Après s'être rendu chez le boucher du quartier pour acheter deux (initialement trois) tranches de jambon (mais dont l'épaisseur n'a pas été précisée par Sémaphore), Cubitus, muni de son paquet et de l'andouillette offerte par le boucher, se retrouve contraint d'aider une équipe de déménageurs. Éreinté par les efforts qu'il vient d'accomplir, Cubitus ramasse par inadvertance un paquet semblable au sien mais oublié par ses propriétaires lors du déménagement. Celui renferme Victor, un petit robot ultra-sophistiqué, omniscient, monté sur chenilles et possédant une queue jaune, ce qui lui fait un point commun avec Cubitus. Cubitus ramène ensuite son nouvel ami à la maison afin de l'aider à retourner auprès de ses propriétaires. Là, Sémaphore lui demande ce que Cubitus a grignoté sur le trajet du retour et Victor avoue tout, programmé pour dire toute la vérité ("Pas de salades").
Cubitus et Séméphore se mettent donc à la recherche des anciens propriétaires de Victor. S'ensuivent une série de péripéties avec un gendarme prenant Sémaphore pour Michel Dejeneffe et Cubitus pour Tatayet, une altercation avec le voisin teigneux des anciens propriétaires de Victor, l'irruption des pires espions du monde (qui n'ont jamais été capables de voler un ticket de métro, même composté) et l'adoption définitive de Victor par Cubitus, ses anciens propriétaires étant partis s'installer à la Silicon Valley et ayant développé un nouveau robot plus performant.
Finalement, après une promenade dans les bois, Victor se met à dysfonctionner car ses batteries sont vides. Plutôt que de le recharger, Cubitus, sur conseil de Sémaphore, décide de laisser Victor au repos et le place sous une cloche de verre comportant l'inscription :

« En cas de cafard, briser la glace »